# عزت آرتیکوف
عزت آرتیکوف (انگلیسی: Izzat Artykov؛ زادهٔ ۸ سپتامبر ۱۹۹۳) یک وزنه‌بردار اهل قرقیزستان است.
از افتخارات وی میتوان به کسب مدال برنز وزن ۶۹ کیلوگرم در بازی‌های المپیک تابستانی ۲۰۱۶ اشاره کرد.